# توئستس

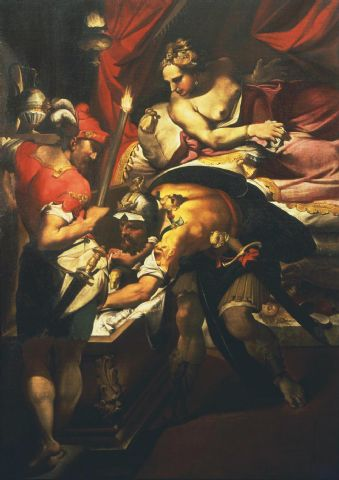

توئستس (یونانی: Θυέστης) برادر آترئوس بود که به کمک همسر آترئوس، آئروپه توانست پشم زرین را به‌دست آورد و آترئوس برای انتقام، او را به کاخ پادشاهیش به بهانه تقسیم کردن تاج و تخت دعوت می‌کند. در این مراسم گوشت دو فرزندش را به خورد او می‌دهد زمانی که توئستس می‌خواهد فرزندانش را ببیند روی سینی سر آن دو را به او نشان می‌دهد و به او می‌گوید نگران نباش پسران تو هم‌اکنون نزدیک تو هستند چرا که از این پس در شکم تو خواهند زیست. توئستس از هاتف معبد دلفی می‌پرسد که چگونه می‌تواند انتقام این ظلم برادرش را بگیرد و هاتف به او می‌گوید که باید از دخترش، پلوپیا، بچه‌دار شود. توئستس به دخترش تجاوز می‌کند یا به عبارتی خود او خبر نداشت که با دخترش همخوابه شده است. توئستس از پلوپیا، صاحب پسری به نام آیگیستوس می‌شود که بعدها آترئوس و همچنین پسر او، آگاممنون را که رهبر یونانیان در جنگ تروا بود را به قتل می‌رساند.

## شباهت داستان توئستس و افسانه تولد کوروش بزرگ
مطابق ادعای هرودوت، مورخ یونانی قرن پنجم پیش از میلاد، در کتاب تواریخ پدربزرگ کوروش، آستیاگ، که شاه ماد بود در خواب می‌بیند که تاکی از درون بدن دخترش روییده است و خوابگزاران این چنین تفسیر می‌کنند که روزی نوه دختری او، یعنی کوروش، برعلیه وی می‌شورد. به همین سبب آستیاگ به یکی از فرماندهان خود به نام هارپاگ دستور می‌دهد که کوروش نوزاد را به قتل برسانند. هارپاگ، کوروش نوزاد را به چوپانی می‌سپارد تا او را به قتل برساند اما چوپان از این کار امتناع می‌کند. ده سال بعد که با بزرگ شدن کوروش و شباهت غیرقابل انکار او به خانواده سلطنتی این ماجرا افشا می‌شود، آستیاگ فرمان می‌دهد که پسر هارپاگ را بکشند و در جشنی که هارپاگ هم دعوت بود، گوشت پسرش را به عنوان غذا به او می‌دهند. پس از صرف غذا، آستیاگ دستور می‌دهد که سر و دست و پای کودک مقتول را به پدر نشان دهند. این داستان هرودوت به احتمال زیاد ریشه تاریخی نداشته و از همین افسانه توئستس و برادرش آترئوس الهام گرفته است.